# Edward Lisiewicz
Edward Lisiewicz (ur. 1890, zm. 1972) – polski działacz polityczny i krajoznawca.
Ukończył Szkołę Nauk Politycznych na paryskiej Sorbonie. Był polskim przedstawicielem w Komisji Colloudera w trakcie plebiscytu na Górnym Śląsku. Był też aktywnym uczestnikiem akcji plebiscytowej na Warmii i Mazurach. Podczas II wojny światowej służył w Armii Krajowej. Od 1930 pozostawał członkiem Polskiego Towarzystwa Tatrzańskiego. Od 1933 do 1939 był członkiem Warszawskiego Klubu Narciarskiego. W 1946 był założycielem Oddziału Polskiego Towarzystwa Krajoznawczego w Olsztynie. Od 1951 przewodniczył olsztyńskiej Okręgowej Komisji Opieki nad Zabytkami, a od 1966 był w Zarządzie Głównym PTTK. Został odznaczony: Krzyżem Kawalerskim Orderu Odrodzenia Polski, Złotą Odznaką Zasłużony Działacz Turystyki, Złotą Honorową Odznaką PTTK, Medalem im. A. Janowskiego.